# Monte Porzio Catone
Monte Porzio Catone là một đô thị ở tỉnh Roma trong vùng Latium thuộc Ý, có cự ly khoảng 20 km về phía đông nam của Roma, on the Alban Hills. Tại thời điểm ngày 31 tháng 12 năm 2004, đô thị này có dân số 8.546 người và diện tích là 9,4 km².
Monte Porzio Catone giáp các đô thị: Frascati, Grottaferrata, Monte Compatri, Roma.

## Thành phố kết nghĩa
- Saint-Michel-l'Observatoire  Pháp